# Lipid Droplets
Los Lipid Droplets (LD) podrían traducirse literalmente como gotas lipídicas. También conocidos como cuerpos lipídicos (cuerpos oleicos en las plantas y partículas lipídicas en las levaduras) o adiposomas, constituyen los compartimientos intracelulares de reserva lipídica de los organismos. 
Su importancia celular como reserva energética se aprecia en los casos dónde su función se ve alterada y afectada, la consecuencia de ello es la aparición de enfermedades como la arteriosclerosis, la diabetes o la obesidad. 
Hasta hace relativamente poco tiempo, se pensaba que su función era únicamente constituir depósitos de reserva intracelulares. Aunque si es cierto que esa es su función principal, actualmente se conoce sobre su dinamismo, sobre su participación en muchos procesos celulares (como en la biogénesis, en los mecanismos de asociación de proteínas o en el control del tamaño celular) y sobre su interacción con otros compartimientos celulares. 

## Estructura de los LD

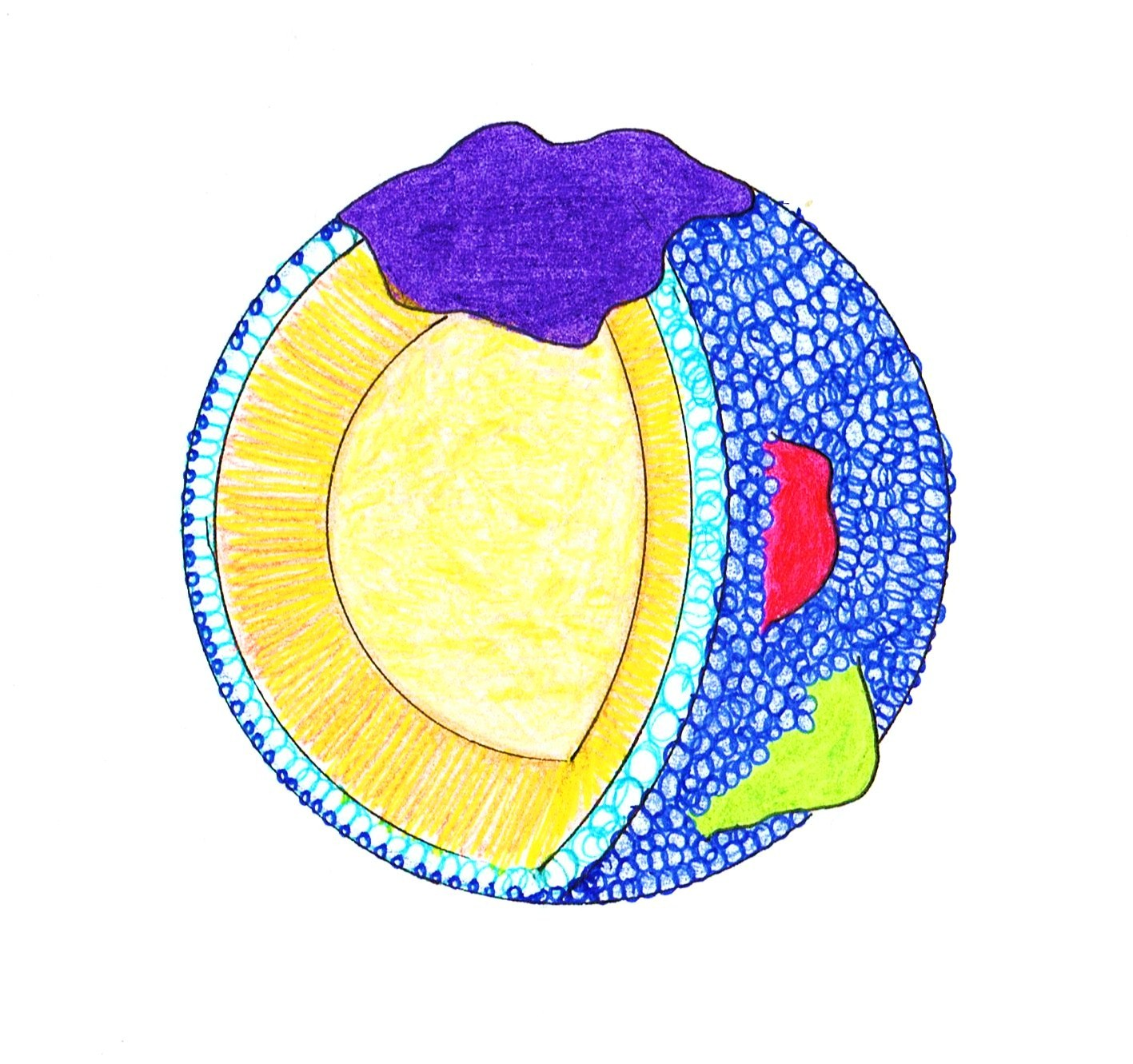
Estructura general de los LD.

Aunque sus funciones dentro del organismo son múltiples y muy variadas, todos los Lipid Droplets maduros comparten una estructura simple:
- Un centro hidrofóbico constituido por una estructura de lípidos de reserva (como triacilglicéridos o ésteres de colesterol).
- Un revestimiento en forma de monocapa fosfolipídica con múltiples proteínas asociadas, muy ancladas a la superficie y que proporcionan dinamismo a los LD al mover las reservas energéticas que transportan.

## Proceso de formación y composición
Las enzimas catalizan los últimos pasos de la síntesis de triacilglicéridos (las aciltransferasas diacilglicerol o DGATs) o ésteres (acil-coA colesterol transferasas ATCATs) que se encuentran en la membrana del Retículo Endoplasmático (RE). Aunque su rol es importante en dicha síntesis, estas dos enzimas no parecen estar altamente reguladas, por lo que se cree que la regulación de la síntesis de lípidos se da en función de la disponibilidad del sustrato. 
Recién sintetizados los lípidos, se funden en el lumen de RE (entre su bicapa lipídica) y se incorporan luego en el citosol recubiertos por la monocapa fosfolipídica. Sin embargo, analizando la composición fosfolipídica de dicha membrana, vemos que no es uniformemente la misma que en el RE, por lo que se cree que en este compartimento existen subdominios especializados en su gemación. 
Siguiendo el proceso de síntesis de la vesícula lipídica, una vez incorporada al citosol experimenta una alteración del tamaño. El porqué y el cómo de este cambio se encuentran aun bajo un interrogante, aunque existen distintas e investigaciones que buscan la explicación ya que puede ayudar a entender problemas de salud más actuales. A continuación se exponen algunas de las teorías más importantes sobre el porqué de la variación: 
1. - Crecimiento de los LD por fusión: Algunos creen que el mecanismo de creación de un LD de gran tamaño se basa en la fusión de otros menores.
  - Regulación por MLDP: Los bioquímicos Moellering ER y Benning C de Department of Biochemistry and Molecular Biology and Department of Energy-Plant Research Laboratory de la Universidad Estatal de Míchigan (USA) se focalizaron en el modelo de acumulación de triacilglicéridos y la formación de LD durante una deprivación de nitrógeno de la alga verde Chlamydomas reinhardtii. Mediante un espectrómetro de masas identificaron 259 proteínas, entre las que destacaba una por su elevada concentración a la que denominaron MLDP (Major Lipid Droplet Protein). Durante la represión genética mediante RNAi de las algas verdes fotosintéticas provocó un aumento del tamaño celular de LD pero sin observarse ningún cambio en el contenido de triacilglierol o de su metabolismo.
  - Regulación mediante la enzima ATGL (lipasa), HSL y Peri-A (Perilipina A) en los adipocitos: En estas células, el tamaño de los LD refleja el balance entre la síntesis de triacilglicéridos (lipogénesis) y su hidrólisis (lipólisis). Por otro lado tenemos la perilipina A (Peri A), la fosfoproteína más abundante de la superficie de los LD de los adipocitos y que juega un papel crucial en el almacenamiento lipídico y en la lipolisis junto a la ATGL y la HSL (una lipasa susceptible a las hormonas). Sin embargo, aunque todas tienen un peso importante en la lipólisis y en el tamaño de los LD, la ausencia de PKA (Quinasa A) provoca que las lipasas (ATDL y HSL) resten en el citoplasma sin una clara función. Un equipo de investigadores de Jean Mayer United States Department of Agriculture and Human Nutrition Research Center on Aging de la Tufts University (Boston) dirigido por Miyoshi H. publicaron el noviembre de 2009 un estudio referente a este hecho. En él utilizaron un sistema adenoviral para inhibir la expresión de ATGL y HSL mediante un ingenioso modelo de adipocitos en presencia o ausencia de Peri A. Con todo esto demostraron que el tamaño de LD, la reserva de triacilglicéridos y la liberación de ácidos grasos son procesos regulados por la expresión de ATGL. Sus resultados consiguieron demostrar por primera vez la influencia del ATGL, HSL y la Peri A en la determinación del tamaño de los LD en ausencia de PKA.

## Función
La función específica de los LD varía en función del tipo de célula en el que se encuentran, pero en general pueden considerarse grandes reservas energéticas, fuentes lipídicas para la formación de membranas y reservas de lípidos potencialmente tóxicos (que no interesa tener libres por la célula). A continuación se encuentran tres distinciones funcionales en tres casos diferentes:
- Adipocitos: Los LD se especializan en el almacenamiento de triacilglicéridos de cadenas larga (de 25- 200μm). Los LD son hidrolizados para proporcionar energía a los tejidos periféricos.
- Células de las glándulas suprarrenales, testículos y ovarios: tienen pequeños LD que contienen ésteres de colesterol para la síntesis de hormonas esteroides.
- Hepatocitos: Usan los lípidos contenidos en los LD para la síntesis de lipoproteínas de muy baja densidad.
- Semillas: Algunas plantas utilizan los LD contenidos en las células de las semillas como fuente de energía para la germinación.

## Proceso de liberación de los lípidos almacenados en los LD
Los triacilglicéridos se catabolizan mediante una serie de segmentaciones de las cadenas de acil glicerol, restando un ácido graso libre y un diacilglicérido. Este diacilglicérido sufrirá también una segmentación dando lugar a un nuevo ácido graso libre y un monoacilglicérido. Finalmente resultarán tres ácidos grasos libres y un glicerol libre. 
- En los adipocitos: El movimiento lipídico a través de estas células se encuentra altamente regulado por la estimulación hormonal. Las perilipinas (proteínas asociadas a los LD muy abundantes y mencionadas anteriormente) regulan la asociación de la enzima lipasa citosólica susceptible a la acción hormonal (HSL) mediante los LD. Bajo condiciones basales del ciclo celular, las perilipinas inhiben la HSL uniéndose a los LD y disminuyendo la hidrólisis de triacilglicéridos.

Por el contrario, las perilipinas estimulan perfectamente la lipolisis estimulada mediante hormonas a través de la asociación de la HSL a los LD o activando la HSL en la superficie de los LD.
La proteína quinasa A sirve también de mediadora de estos efectos mediante fosforilaciones de las perilipinas y de las HSL como respuesta (también) a la estimulación hormonal.
Otra enzima, la ATGL cataliza el primer paso del movimiento de los triacilglicéridos a través de los LD y es activada primero por CG-58, estructuralmente similar a las lipasas pero sin actividad catalítica.
Mutaciones en los genes que codifican para ATGL y CGI-58 causan alteraciones y enfermedades relacionadas con el almacenamiento lipídico, hecho que remarca su importancia biológica.
- En el resto de las células que contienen LD: El control hormonal de la hidrólisis de los lípidos contenidos en los LD y por lo tanto su liberación, se da principalmente en los adipocitos de manera que la distribución de HSL, ATGL, Perilipinas y otras proteínas reguladoras por otros tejidos es algo muy limitado. Sin embargo, la modulación de la actividad de los LD y la asociación de las lipasas citosólicas a los LD parece ser una estrategia general para la regulación del dinamismo lipídico.

En los LD de células diferentes a los adipocitos, se encuentran proteínas de la misma familia que las perilipinas como la TIP47 y la ADRP que se expresan sin demasiadas restricciones. La función principal de estas dos proteínas es regular el acceso de las lipasas a la superficie de los LD, función que hacen también las perilipinas en los adipocitos.

## Interacción de los LD con otras estructuras
El proceso de interacción exacto es complejo y aún se tienen dudas al respecto. Sin embargo, lo que se conoce con seguridad es que la interacción de los LD con otros compartimentos y vías sirve para la “entrega de lípidos”. En la mayoría de células los LD son dinámicos y se mueven mediante microtúbulos. Sin embargo, se conoce que en algunos casos restan asociados al RE o bien en contacto con los peroxisomas, cediéndoles los ácidos grasos resultantes de la beta-oxidación. 
Un último indicio sobre la interacción de los LD con otras estructuras lo marca la presencia de Rab18 o ADRP, proteínas relacionadas con el transporte a través de las membranas que corroboran el hecho que se encuentren asociados al RE o en contacto con los peroxisomas.

## Genes relacionados con la formación y función de los LD
A partir del análisis de células de Drosophila S2, un grupo de bioquímicos de Departament of Biochemistry and Biophysics of California University (USA) concluyeron que el 1’5% del total de sus genes actúan en la regulación y formación de los LD. 
Los fenotipos de los genes fueron clasificados en cinco grupos, entre los cuales los genes codificantes de enzimas contribuyentes en la biosíntesis de fosfolípidos parecían ser determinantes de las dimensiones de los LD. Estos indicios les llevaron a concluir que la composición de la monocapa fosfolipídica afecta la morfología de los LD y la finalidad de los lípidos que contienen (junto al subgénero de las proteínas de transporte vesicular Arf1-COP1 que también regulan la morfología de los LD y su función).